# Elūr
Elūr är en ort i Indien.   Den ligger i distriktet Ernākulam och delstaten Kerala, i den södra delen av landet, 2 100 km söder om huvudstaden New Delhi. Elūr ligger 12 meter över havet och antalet invånare är 30 832.
Terrängen runt Elūr är mycket platt. Havet är nära Elūr västerut. Runt Elūr är det mycket tätbefolkat, med 1 886 invånare per kvadratkilometer. Närmaste större samhälle är Kochi, 14,3 km söder om Elūr. Trakten runt Elūr består till största delen av jordbruksmark.